# Östra Tommarp
Östra Torup is een plaats in de gemeente Simrishamn in Skåne de zuidelijkste provincie van Zweden. Het heeft een inwoneraantal van 279 (2005) en een oppervlakte van 50 hectare. De plaats ligt 8 km ten westen van Simrishamn (plaats).

## Verkeer en vervoer
Langs de plaats loopt de Riksväg 11. Het dorp ligt zonder station aan de spoorlijn Simrishamn - Tomelilla.